# كينت كارلسن
كينت كارلسن (بالنرويجية البوكمول: Kent Karlsen)‏ (17 فبراير 1973 في النرويج - ) هو لاعب كرة قدم نرويجي في مركز الدفاع. شارك مع منتخب النرويج تحت 21 سنة لكرة القدم. أما مع النوادي، فقد لعب مع نادي فوليرينغا ونادي لوتون تاون ونادي ليلستروم ونادي هاوغسوند وHamarkameratene ‏ وFK Tønsberg ‏ وÅsane Fotball ‏.

## وصلات خارجية
- كينت كارلسن على موقع IMDb (الإنجليزية)

- كينت كارلسن على موقع اتحاد النرويج (النرويجية)
- كينت كارلسن على موقع قاعدة بيانات كرة القدم.إي يو (الإنجليزية)